# Mario Mathieu
Mario Mathieu (Paraná, 19 de janeiro de 1917 — Paraná, 24 de novembro de 1999) foi um ciclista olímpico argentino. Mathieu representou sua nação em dois eventos nos Jogos Olímpicos de Verão de 1948, em Londres.